# 戴高乐大道
戴高乐大道（Avenue Général de Gaulle）是黎巴嫩贝鲁特一条棕榈成荫的海滨街道。该路以法国将军和总统戴高乐命名。该路南北沿地中海海岸伸展，在马纳拉灯塔连接巴黎大道，掠过悬崖和鸽子岩，到赛义卜·萨拉姆大道连接拉菲克·哈里里大道。历史悠久的贝鲁特卡尔顿酒店，被认为是战前贝鲁特最豪华的酒店之一，坐落在戴高乐大道上。
在戴高乐大道对面海边新建250各房间的丽思卡尔顿酒店,由芝加哥的建筑师珀金斯和威尔设计，2008年揭幕  五星级酒店被设计成一系列的连接私人海滩小屋。